# RORSAT
RORSAT (Radar Ocean Reconnaissance SATellite) è il nome con il quale sono conosciuti in Occidente i satelliti artificiali per sorveglianza oceanica di progetto e costruzione sovietica US-A (cirillico: Управляемый Спутник Активный, ovvero Upravlyaemyj Sputnik Aktivnyj). Questi satelliti erano stati progettati per sorvegliare i movimenti delle unità navali NATO e delle navi mercantili. Furono lanciati tra il 1967 ed il 1988 come missioni Cosmos per motivi di riservatezza.

## Sviluppo

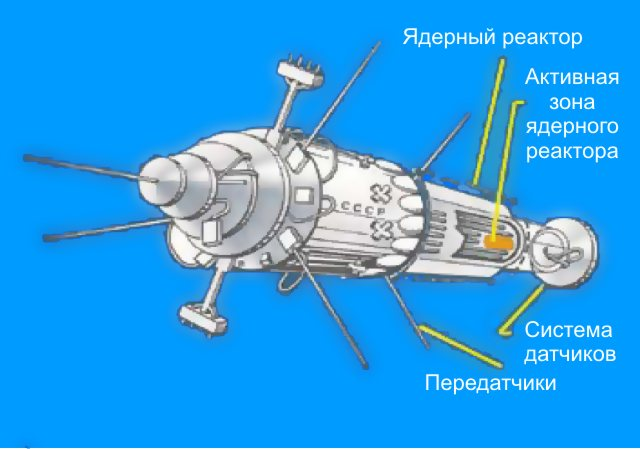
Raffigurazione di un satellite US-A

L'esigenza di un satellite da sorveglianza marittima ed individuazione di bersagli navali nacque in Unione Sovietica a partire dai primi anni sessanta. In quel periodo, infatti, erano stati sviluppati una serie di missili antinave a lungo raggio, ma non era stato risolto il problema della localizzazione degli obiettivi, in particolare per quello che riguardava i tiri “oltre l'orizzonte”. La prima soluzione che si pensò di adottare fu quella di utilizzare allo scopo una particolare versione del Kosmoplan, una navetta per voli spaziali senza equipaggio il cui sviluppo era portato avanti da Vladimir Nikolaevič Čelomej dalla fine degli anni cinquanta. Tali navette avrebbero dovuto essere portate in orbita da un missile vettore chiamato UR-200, sviluppato dallo stesso Čelomej.
Lo sviluppo di questa variante, progettata per l'individuazione e l'inseguimento di bersagli navali ostili, fu autorizzato nel marzo 1961, con il nome generico di MKRTs. I progetti preliminari furono presentati nel luglio 1962. Nello sviluppo furono coinvolti numerosi uffici tecnici ed enti di ricerca.
Nel 1964, quando Nikita Chruščëv fu estromesso dal potere, furono rivisti tutti i progetti che questi aveva sostenuto, in particolare quelli di Čelomej (che aveva addirittura assunto nel proprio ufficio tecnico il figlio di Chruščëv come ingegnere capo): il risultato fu il trasferimento del progetto relativo all'US al KB-1 di Savin, e la cancellazione del vettore UR-200. Riguardo a quest'ultimo fatto, la navetta dovette essere riprogettata per essere lanciata con un vettore Tsiklon-2, la versione per impiego spaziale del missile balistico intercontinentale R-36 (nome in codice NATO: SS-9 Scarp).
Complessivamente, furono previste due versioni del MKRTs:
- US-A (RORSAT) a propulsione nucleare ed equipaggiato con un radar attivo per l'individuazione delle imbarcazioni nemiche in qualunque condizione di tempo. In seguito ricevette il nome di RLS;
- US-P (EORSAT) ad energia solare, equipaggiato per provvedere ai servizi SIGINT per la marina ed inseguire in modo passivo le navi nemiche. In seguito ricevette il nome di RTR.

In particolare, l'intero sistema di sorveglianza era stato chiamato 17K114, mentre la navicella US-A aveva il nome di 17F16.
Alla fine degli anni 60, lo sviluppo del sistema era a buon punto. In particolare, i primi test di volo erano si erano svolti a partire dal 1965, ed i primi prototipi erano equipaggiati con i sistemi controllo radio, di orientamento e stabilizzazione. Tuttavia, non montavano ancora il reattore (al suo posto vi erano delle batterie), e soprattutto il sistema radar non era ancora pronto. Tutto il progetto fu quindi trasferito al KB Arsenal nel 1969.
I vari test di qualificazione del sistema furono completati nel biennio 1971-1972, ed i voli di prova iniziarono nel 1973. Tali voli furono coronati da successo, ed il satellite fu accettato in servizio nel 1975.
Una successiva modernizzazione si ebbe tra il 1979 ed 1989: in dettaglio, furono incrementati l'accuratezza, la capacità di localizzare obiettivi e l'autonomia di missione.

## Tecnica
Gli IS-A erano satelliti da sorveglianza oceanica a propulsione nucleare posti in low earth orbit, del peso di 3.800 kg. Erano equipaggiati con un radar attivo che permetteva la localizzazione delle unità navali nemiche in condizioni ognitempo, sia di giorno sia di notte. Inoltre, la capacità di individuazione si estendeva anche a quelle unità che navigavano mantenendo il silenzio radio.
Il sistema di guida era in grado di tenere la navicella orientata durante il volo alla giusta inclinazione di 65 gradi, mantenere l'orbita e guidare la navetta al rientro al termine della missione.
La scelta di utilizzare il reattore sulle versioni di serie era stata determinata dal fatto che il consumo di energia richiesto dai dispositivi di bordo era molto elevato, e quella di origine solare (o immagazzinata nelle batterie) non era stata evidentemente ritenuta sufficiente.
Il problema di evitare il rientro del reattore nell'atmosfera terrestre al termine della missione (con relativo inquinamento radioattivo) fu affrontato grazie ad un sistema di sicurezza ridondante, completamente automatico. In dettaglio, prima del rientro il reattore veniva “espulso” dalla navetta e sistemato in un'orbita di sicurezza particolarmente elevata, in modo da escluderne il rientro. In caso di malfunzionamento, era previsto un ulteriore sistema di sicurezza che prevedeva l'eiezione del reattore e la dispersione delle componenti radioattive negli strati più alti dell'atmosfera. In questo modo, il rischio di inquinamento radioattivo fu ridotto al minimo. Nonostante queste precauzioni, però, alcune volte il reattore rientrò ugualmente in atmosfera.

## Utilizzo
La marina sovietica accettò il sistema in servizio nel 1975. Questi satelliti avevano un'importanza fondamentale nella strategia navale sovietica. Infatti, il sistema era in grado di individuare con precisione la dislocazione delle flotte nemiche: il monitoraggio era continuo, e riguardava tutta la superficie terrestre. Fu il solo sistema a raggiungere dei risultati del genere.
Le informazioni raccolte potevano essere fornite a navi, aerei e sottomarini praticamente in tempo reale, e questo permetteva anche di effettuare con successo attacchi “oltre l'orizzonte”.
L'efficacia del sistema fu provata dal fatto che la marina sovietica venne a sapere in tempo reale dello sbarco inglese durante la guerra delle Falklands.
Questi satelliti avrebbero dovuto costituire la base del sistema Ideogramma-Pirs (anch'essi a propulsione nucleare), ma il programma fu cancellato nel 1988 da Michail Gorbačëv. Tali satelliti furono ritirati dal servizio nello stesso anno, e furono sostituiti dagli US-PU, ad energia solare.

## Lanci
Complessivamente, furono costruiti 37 esemplari dei satelliti US-A. Di questi, 35 furono lanciati con successo. Si possono distinguere una versione di prova, senza reattori nucleari a bordo, ed una versione definitiva. I lanci della versione di prova furono quattro ed avvennero tra il 27 dicembre 1965 ed il 22 marzo 1968. Un quinto fallì a causa di un malfunzionamento del propulsore del satellite, che non raggiunse l'orbita. Tutti i lanci furono identificati da missioni Cosmos.
- Cosmos 102: (27 dicembre 1965, vettore Sojuz)
- Cosmos 125: (20 luglio 1966, vettore Soyuz)
- Cosmos 198: (27 dicembre 1967, vettore Tsiklon-2)
- Cosmos-209: (22 marzo 1968, vettore Tsiklon-2)

Il lancio fallito fu effettuato il 25 gennaio 1969 (Cosmos 265).
I restanti 32 esemplari di serie furono lanciati tra il 3 ottobre 1970 ed il 14 marzo 1988. Una missione, la quinta (Cosmos 556, il 25 aprile 1973), fallì a causa di un malfunzionamento del propulsore del satellite. Tutti i lanci furono effettuati con vettori Tsiklon-2. Occorre precisare che la presenza a bordo di un reattore nucleare fu confermata dai vertici delle forze armate sovietiche solo a partire dal terzo lancio in poi.
- Cosmos 367 (3 ottobre 1970)
- Cosmos 402 (1º aprile 1971)
- Cosmos 469 (25 dicembre 1971)
- Cosmos 516 (21 agosto 1972)
- Cosmos 626 (27 dicembre 1973)
- Cosmos 651 (15 maggio 1974)
- Cosmos 654 (17 maggio 1974)
- Cosmos 723 (2 aprile 1975)
- Cosmos 724 (7 aprile 1975)
- Cosmos 785 (12 dicembre 1975)
- Cosmos 860 (17 ottobre 1976)
- Cosmos 861 (21 ottobre 1976)
- Cosmos 952 (16 settembre 1977)
- Cosmos 954 (18 settembre 1977)
- Cosmos 1176 (29 aprile 1980)
- Cosmos 1249 (5 marzo 1981)
- Cosmos 1266 (21 aprile 1981)
- Cosmos 1299 (24 agosto 1981)
- Cosmos 1365 (14 maggio 1982)
- Cosmos 1372 (1º giugno 1982)
- Cosmos 1402 (30 agosto 1982)
- Cosmos 1412 (2 ottobre 1982)
- Cosmos 1579 (29 giugno 1984)
- Cosmos 1607 (31 ottobre 1984)
- Cosmos 1670 (1º agosto 1985)
- Cosmos 1677 (23 agosto 1985)
- Cosmos 1736 (21 marzo 1986)
- Cosmos 1771 (20 agosto 1986)
- Cosmos 1860 (16 giugno 1987)
- Cosmos 1900 (12 dicembre 1987)
- Cosmos 1932 (14 marzo 1988)

## Incidenti
Il doppio sistema di sicurezza a volte non è stato in grado di evitare incidenti con il reattore. In tre occasioni, infatti, il sistema di sgancio del reattore non funzionò come previsto, provocando quindi il rientro in atmosfera di quest'ultimo. La cosa provocava incidenti internazionali, considerando la natura del "carico". In generale, infatti, si trattava di un satellite che soffriva di diversi problemi di inaffidabilità, piuttosto comuni nei mezzi di costruzione sovietica.
Gli incidenti più importanti furono quattro.
- 25 aprile 1973. Il lancio del satellite non riuscì, ed il reattore cadde nell'oceano Pacifico, a nord del Giappone. Gli aerei americani individuarono le radiazioni.
- Cosmos 954. Il sistema di eiezione del reattore non funzionò, ed il materiale radioattivo precipitò sulla Terra il 24 gennaio 1978. L'evento provocò la contaminazione di 124.000 chilometri quadrati dei Territori del Nord-Ovest, in Canada.
- Cosmos 1402. Il sistema di eiezione del reattore non funzionò, e rientrò in atmosfera. Fu l'ultimo pezzo del satellite a tornare sulla Terra, il 7 febbraio 1983, precipitando nell'oceano Atlantico meridionale.
- Cosmos 1900. Il sistema primario di eiezione non funzionò, e quello secondario funzionò male: il combustibile radioattivo fu disperso in un'orbita più bassa di 80 km rispetto a quella prevista.